# Bonellia montana
Bonellia montana är en viveväxtart som först beskrevs av B. Ståhl, och fick sitt nu gällande namn av B. Ståhl, Källersjö. Bonellia montana ingår i släktet Bonellia och familjen viveväxter. Inga underarter finns listade i Catalogue of Life.